# Kurt Koloc
Kurt Koloc (* 14. Mai 1904 in Dresden; † 2. Dezember 1967 ebenda) war ein deutscher Hochschullehrer. Er gilt als Begründer der Betriebswissenschaften an der Technischen Hochschule Dresden, die er von 1949 bis 1953 als Rektor führte.

## Leben
Koloc absolvierte nach der Volksschule zunächst von 1918 bis 1921 eine Schlosserlehre zudem besuchte er die Städtische Gewerbeschule. Anschließend verschlug es ihn ins Ruhrgebiet, wo er bis 1924 als Bergmann tätig war. Danach kehrte er wieder in seine sächsische Heimat zurück, wo er im Copitzer Eisenwerk eine Anstellung als Schlosser fand. 1928 schrieb sich Koloc als Werksstudent an der Technischen Hochschule Dresden ein, wo er Maschinenbau und Betriebswissenschaften studierte. 
Nach der Machtergreifung der Nationalsozialisten wurde er allerdings noch 1933 wegen seiner Betätigung für den Sozialistischen Studentenbund relegiert. Erst 1938 konnte er sein Studium fortsetzen, welches er 1939 mit Diplom abschloss. Anschließend fand Koloc eine Anstellung bei der Rheinmetall-Borsig AG in Berlin-Tegel, wo er als Normierungsingenieur tätig war. Da in Veröffentlichungen zu Koloc nichts über einen Kriegsdienst bekannt ist, ist anzunehmen, dass er in diesem eminent wichtigen Rüstungsbetrieb als UK. gestellt wurde. Nach Kriegsende fand Koloc zunächst im sowjetisch besetzten Teil von Berlin in der noch 1945 gegründeten Deutschen Zentralverwaltung für Industrie eine Anstellung als Referent für Normung und Typung. Als in seiner Heimatstadt Dresden der Wiederaufbau der Technischen Hochschule voranschritt, war das auch für Koloc von großem Interesse. 
Nach Wiederaufnahme des Lehrbetriebs 1. Oktober 1946 wurde er auf den Lehrstuhl für Allgemeine Gewerbelehre und Normung an der damaligen sogenannten Fakultät für Kommunale Wirtschaft berufen. Dem vorausgegangen war seine Promovierung im März 1946, für die er bei Ewald Sachsenberg die Dissertation Zum Besteinsatz von Werk- und Hilfsstoffen eingereicht hatte. Bedingt durch sein Lehrgebiet wurde Koloc in den Beirat der Landesarbeitsinspektion und den Vorstand der Landeskammer der Technik in Sachsen berufen. Einige Zeit später führte er die Kammer der Technik für einige Jahre als Vorsitzender. 1948 wurde Koloc als Vertreter des Kulturbundes auf dem 2. Deutschen Volkskongress in den 1. Deutschen Volksrat als Abgeordneter gewählt. Neben ihm war die TH Dresden mit Hans Reingruber noch mit einem weiteren Abgeordneten im Volksrat vertreten. Unter Koloc gründete 1949 sich an der TH das Institut für Betriebswissenschaften und Normung, welches das bereits früher vorhandene Prüffeld für Verpackungsnormen wieder in Betrieb nahm. Eine erneute Berufung in den nunmehr 2. Deutschen Volksrat gab es für den Institutsdirektor nicht. Stattdessen wurde er im Herbst 1949 in der Nachfolge von Werner Straub zum neuen Rektor der Hochschule gewählt und am 10. November 1949 in sein Amt eingeführt. Dieses Amt führte unter anderem auch dazu, dass Koloc im Herbst 1950 als Kulturbundvertreter erneut für ein parlamentarisches Amt kandidierte, er wurde nochmals für eine Wahlperiode bis 1954 Abgeordneter der Volkskammer. 
Unter Kolocs Ägide wurde auf dem Hochschulcampus eine Gaskraftmaschine, für die Nicolaus Otto und Eugen Langen 1867 auf der Pariser Weltausstellung eine Goldmedaille erhielten, als technisches Denkmal am  Zeuner-Bau aufgestellt. Nachdem Koloc noch das 125-jährige Bestehen der Hochschule als Rektor erlebt hatte, wurde er im Herbst 1953 vom Geodäten Horst Peschel abgelöst. In der Folge widmete sich Koloc vor allem der Lehre und Forschung, 1954 wurde er Direktor des neugegründeten Industrie-Instituts. Von 1957 bis 1960 war er zudem Dekan der Technologie-Fakultät.
Nach längerer schwerer Krankheit verstarb Koloc im Dezember 1967 im Alter von 63 Jahren in seiner Heimatstadt Dresden. Die Trauerfeier fand am 8. Dezember 1967 im Krematorium Dresden-Tolkewitz statt. Er hinterließ seine Ehefrau Hedwig Koloc.

## Ehrungen
- 1952: Verdienter Techniker des Volkes[5]
- 1957: Held der Arbeit[6]
- Träger des Vaterländischen Verdienstordens der DDR in Silber